# Penteleu
Le Penteleu ou Cașcaval de Penteleu est le nom d'un fromage roumain au lait de brebis originaire de la région de Penteleu. C'est un fromage fabriqué selon le même procédé que le cașcaval. Le Penteleu se déguste comme un fromage de table ou il peut être utilisé pour agrémenter des plats traditionnels roumains comme la mamaliga.
En 2005, l'Union européenne a accordé une appellation d'origine protégée au Penteleu.